# Attest
Een attest is een schriftelijk bewijs, een (officiële) verklaring die een mondelinge bewering versterkt, ondersteunt, wettigt.

## Enkele voorbeelden
- Een medisch attest, bijvoorbeeld om afwezigheid op het werk te verantwoorden (een ziekteattest of afwezigheidsattest), of om bepaalde tegemoetkomingen te verkrijgen.
- Een attest (over de kennis van) bedrijfsbeheer, om een eigen zaak te mogen starten.
- Het inentingsattest voor huisdieren, nodig als men hen mee op reis wil nemen.
- In het (Vlaamse) onderwijs bestaan er tal van attesten, met elk hun eigen waarde. Zo is er een attest van regelmatige lesbijwoning, voor wie wel een opleiding volgt maar geen examens doet. Aan het einde van het schooljaar worden in België in het Secundair oriënteringsattesten uitgereikt. Een A-attest betekent geslaagd met vrije keuze van studierichting, een B-attest geslaagd mits veranderen van richting of wijzigen van enkele vakken en een C-attest betekent gezakt, het jaar moet overgedaan worden. Het uitreiken van attesten in het onderwijs noemt men de "sanctie van studies".
- Een gelijkvormigheidsattest dat bij de inschrijving van een nieuw motorvoertuig gevoegd moet worden in België.
- Een bodemattest dat weergeeft welke informatie de Openbare Vlaamse Afvalstoffenmaatschappij over de grond heeft.
- Een attest van leven of levensbewijs waaruit blijkt dat de betrokkene nog in leven is. In Nederland wordt dit levensbewijs of attestatie genoemd. Dit document wordt soms gevraagd door pensioendiensten, verzekeringsinstellingen, banken, openbare besturen, notarissen of advocaten, de rechtbank of door ambassades.
- Attest van gezinssamenstelling of wettelijk samenwonen.
- Een vervangend attest voor een verloren diploma of getuigschrift van onderwijs.
- Een vertragingsattest bij staking of vertraging van het openbaar vervoer. In Vlaanderen kan dit bij De Lijn aangevraagd worden.
- Een briefje of stuk perkament dat bij de relieken van een heilige is gevoegd en dat de 'echtheid' van de reliek bevestigt.
- Keuringsattesten: afgeleverd door de APK of autokeuring. Bij verkoop van een woning in België is een keuringsattest na controle van de elektrische en/of gasinstallatie noodzakelijk.